# Massilia norwichensis
Massilia norwichensis es una especie de bacteria gramnegativa del género Massilia. Fue descrita en el año 2015. Su etimología hace referencia a Norwich, en el Reino Unido. Es aerobia y la movilidad sólo se ha observado en condiciones microaerofílicas. Forma colonias circulares, brillantes, lisas, con márgenes enteros y de color entre blanco a amarillo tras 3 días de incubación en agar PYE. Catalasa positiva y oxidasa negativa. También crece en agar sangre, pero no en MacConkey. Se ha aislado de una muestra de aire en Norwich, en el Reino Unido.